# Рансом Тауншип (округ Лекаванна, Пенсільванія)
Рансом Тауншип (англ. Ransom Township) — селище (англ. township) в США, в окрузі Лекаванна штату Пенсільванія. Населення — 1397 осіб (2020).

## Демографія
Згідно з переписом 2010 року, у селищі мешкало 1420 осіб у 564 домогосподарствах у складі 421 родини. Було 599 помешкань
Расовий склад населення:
| - 97,3 % — білих - 1,1 % — чорних або афроамериканців - 0,4 % — азіатів |

До двох чи більше рас належало 1,3 %. Частка іспаномовних становила 0,4 % від усіх жителів.
За віковим діапазоном населення розподілялося таким чином: 19,4 % — особи молодші 18 років, 63,7 % — особи у віці 18—64 років, 16,9 % — особи у віці 65 років та старші. Медіана віку мешканця становила 45,4 року. На 100 осіб жіночої статі у селищі припадало 100,8 чоловіків;  на 100 жінок у віці від 18 років та старших — 96,2 чоловіків також старших 18 років.
Середній дохід на одне домашнє господарство  становив 73 410 доларів США (медіана — 59 609), а середній дохід на одну сім'ю — 82 600 доларів (медіана — 69 625). Медіана доходів становила 48 333 долари для чоловіків та 37 039 доларів для жінок. За межею бідності перебувало 7,9 % осіб, у тому числі 6,8 % дітей у віці до 18 років та 4,5 % осіб у віці 65 років та старших.
Цивільне працевлаштоване населення становило 801 особа. Основні галузі зайнятості: освіта, охорона здоров'я та соціальна допомога — 25,7 %, виробництво — 12,9 %, роздрібна торгівля — 10,6 %, будівництво — 10,2 %.